# École supérieure des arts décoratifs de Strasbourg
Pour les articles homonymes, voir École supérieure d'art.
L'École supérieure des arts décoratifs de Strasbourg est une école supérieure d'art française fondée en 1892. Depuis le 1er janvier 2011, elle est regroupée avec l'École supérieure d'art de Mulhouse et l'Académie supérieure de musique de Strasbourg pour former la Haute École des arts du Rhin.

## Histoire de l'École

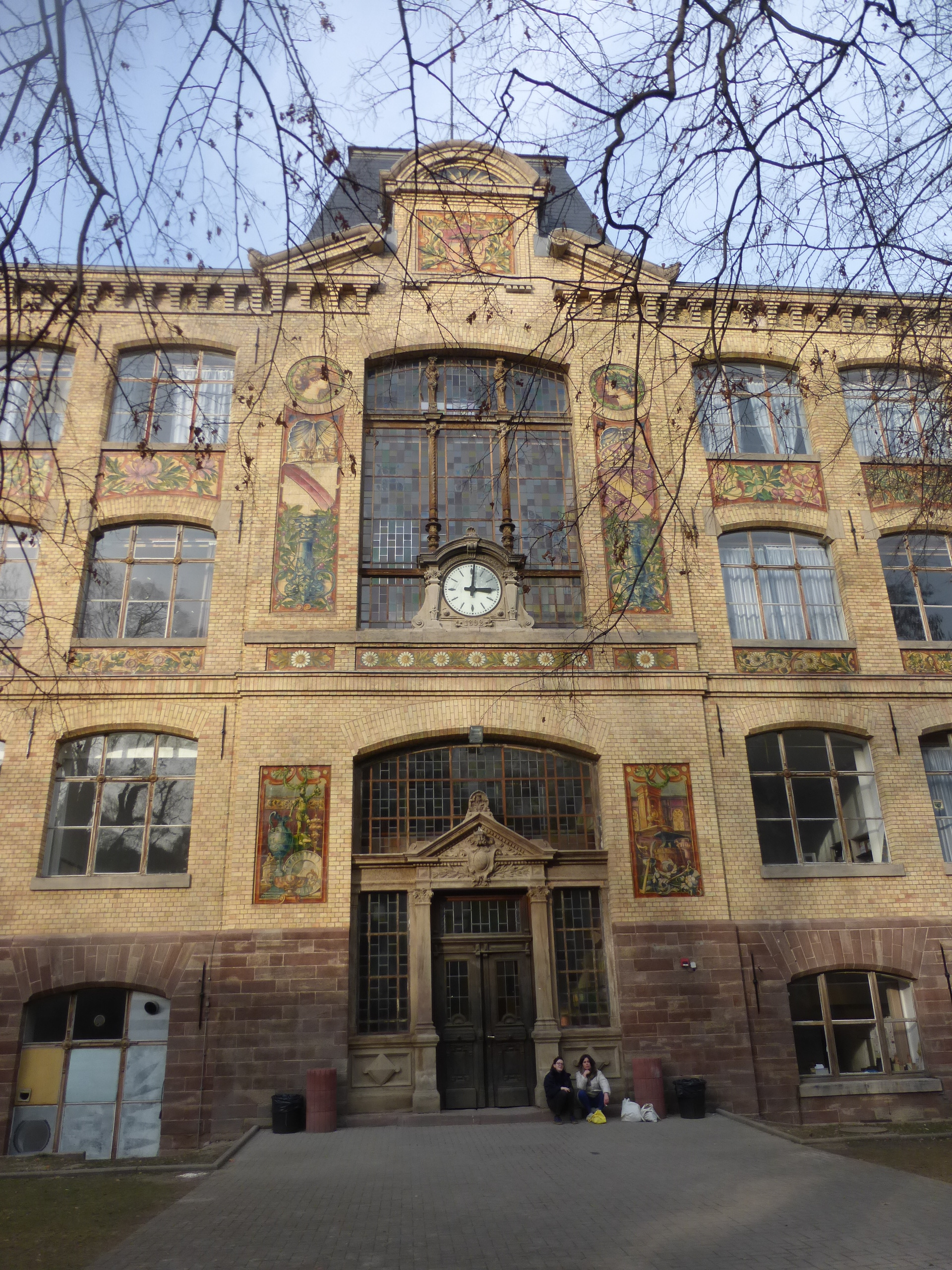
Entrée de l'école.

### La lente genèse de l’institution (1872-1892)
Avant la guerre de 1870, Strasbourg ne comporte, en matière d’enseignement des arts, qu'une école du soir de dessin destinée aux ouvriers des industries d'art, mise en place en 1850. La formation artistique est davantage assurée par les ateliers des artistes locaux ; quant aux artisans, ils se forment surtout par l'apprentissage. Ce n’est qu’après l’annexion de l’Alsace-Moselle à l’Empire allemand que l’on voit apparaître les premiers projets de création d'une institution de formation artistique à Strasbourg.
Un premier projet d'école d'arts industriels est élaboré dès 1872 par Anton Springer, historien de l'art allemand. Le but proclamé reste vague, on ne sait si l'école s'oriente vers la formation d'artisans, d'artistes, ou de dessinateurs de modèles : elle « a pour but de former des jeunes gens aptes aux arts industriels et surtout aux industries qui travaillent les matières textiles, les métaux, les pierres, les argiles, le verre et le bois ». Si l'orientation artistique de l'école telle qu'elle est abordée dans ce projet se porte plutôt vers la copie des styles anciens, le programme comporte tout de même des aspects novateurs. L'introduction d'un atelier de menuiserie et de modelage témoigne en effet d'une volonté de confronter les élèves à la pratique d'un métier.
Élaboré peu de temps après le rattachement de l'Alsace-Moselle à l'Empire allemand, le projet d’Anton Springer est refusé par la municipalité. Le contexte politique est alors assez peu favorable à la mise en œuvre de telles initiatives : le conseil municipal protestataire, hostile aux projets allemands d'extension de Strasbourg, est purement et simplement supprimé en 1874. Il faut attendre le milieu des années 1880 pour voir se dessiner des changements avec, sur le plan politique, la restauration du conseil municipal de Strasbourg en 1886 et la fin de l'élection de députés alsaciens protestataires au Reichstag, et sur le plan culturel, à l'initiative de l'administration allemande, la mise en œuvre d'une véritable politique d'intégration de l'Alsace à l'Empire au moyen de créations d'institutions. La politique du gouvernement allemand permet à l'Alsace un véritable épanouissement dans les domaines de la culture et de l'artisanat à partir de la fin des années 1880, et la création de l'École des arts décoratifs de Strasbourg est indissociable de ce mouvement.
L'élément déclencheur pour la création de l'École des arts décoratifs survient en 1887 : il s’agit la création du musée des Arts décoratifs de Strasbourg en 1887, confié à l’Allemand Auguste Schricker. C'est en effet lui qui fait transformer l'École d'artisans d'art créée en 1878, dispensant selon le système des cours du soir un enseignement essentiellement centré sur le dessin, en une véritable école des arts décoratifs. La création à Strasbourg d'une école pour la formation artistique, d'abord conçue comme une école des beaux-arts, faisait partie intégrante d'un projet plus large visant à faire reculer l'influence de l'art français et à introduire l'art allemand en Alsace. Si la personnalité d'Auguste Schricker, son parcours, ses affinités artistiques qui le portaient d'abord vers l'historicisme, laissaient présager une école dans la tradition académique, on est forcé de constater que le résultat a été bien différent puisqu'il a sollicité et obtenu de la municipalité l'engagement d'Anton Seder (en), alors déjà connu en Allemagne pour sa participation au mouvement d'Art nouveau, pour diriger la future école. Leurs entrevues semblent avoir converti Schricker à l'idée d'une école tournée vers la modernité.

### L’École sous l’égide artistique d’Anton Seder (1892-1915)
Dans un premier temps, l’École occupe comme locaux l’ancienne boucherie et des salles de l’Académie. Le 9 avril 1891, la décision est prise de construire un nouveau bâtiment pour l’École des arts décoratifs, à l'emplacement du jardin botanique, Doktersgarte, entre la rue Prechter et la rue de l'Académie. Ce jardin avait, durant le siège de 1870, servi de cimetière provisoire. Il fallut déplacer les dépouilles ce qui explique la présence du monument commémoratif encore présent actuellement dans le jardin de l'école. Construit en 1892 par les architectes Johann Karl Ott et Édouard Roederer, ce bâtiment est à lui seul un manifeste, le style de l’édifice marquant par sa sobriété une rupture par rapport à l’éclectisme ambiant. Le bâtiment est construit en brique, matériau non noble, plaçant ainsi d’emblée l’École du côté des arts industriels. Conçue dans la mouvance du Deutscher Werkbund, la construction de l’École mobilise différents corps de métier : outre les architectes, le directeur Anton Seder (en) dessine l’ornementation de la façade, un ancien élève, Léon Elchinger, réalise les décors en céramique, et un maître verrier met en place les vitraux de l’entrée. L’iconographie des panneaux en céramique de la façade énonce le programme de l’école : architecture, peinture et sculpture sont fondées sur la connaissance de la géométrie, de l’archéologie et de la science. Chacune de ces disciplines est représentée de façon allégorique par une figure féminine. Moins académiques, les panneaux d’allège font uniquement appel à des motifs floraux et végétaux, annonçant un enseignement basé sur l’imitation des formes de la nature.

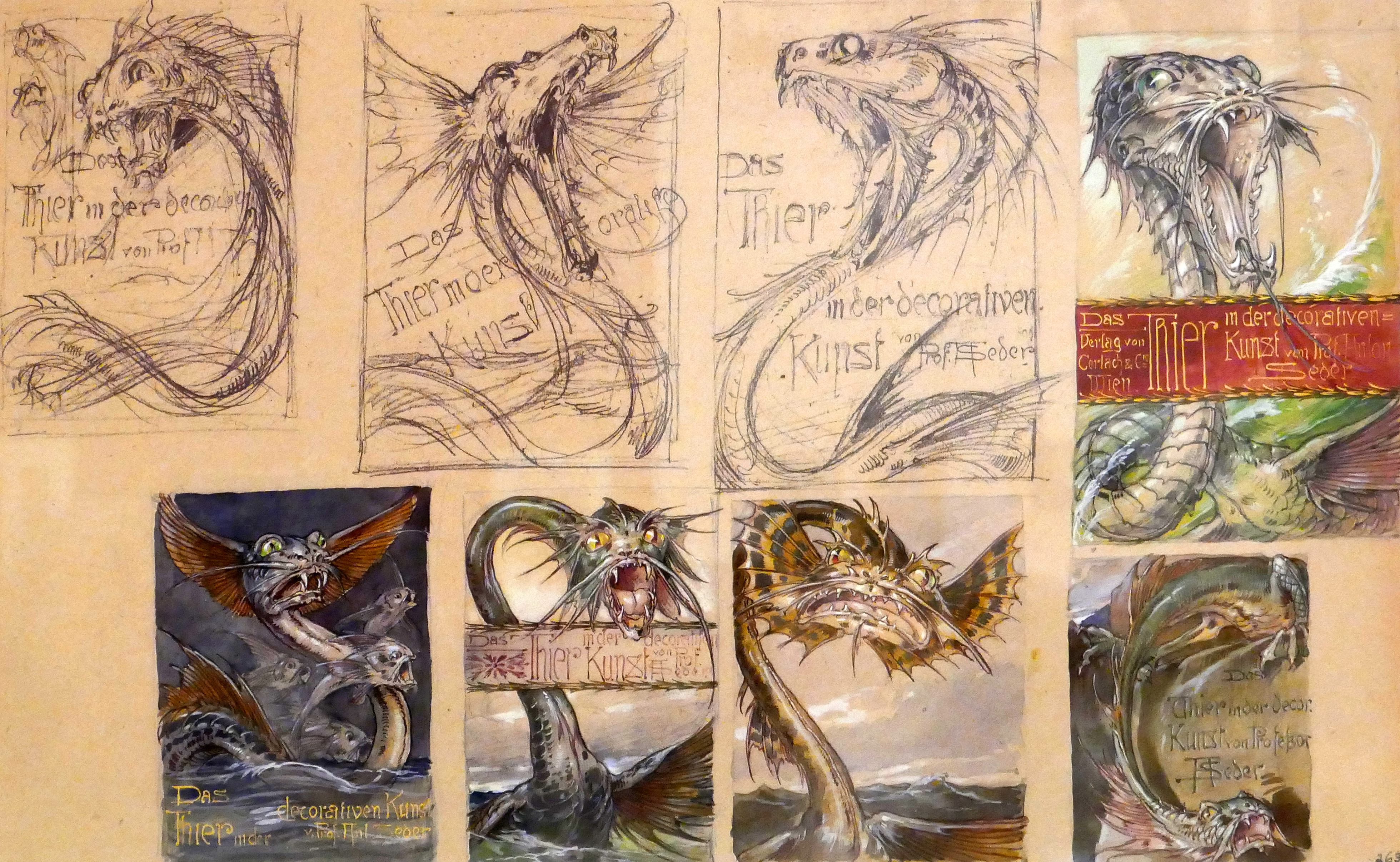
Esquisses d' pour la couverture de L'Animal dans les arts décoratifs (1896), localisation inconnue.

La volonté d’Anton Seder de concilier l'enseignement technique et l'enseignement artistique n'a rien d'original si on la replace dans le contexte européen de l'Art nouveau. Déjà exprimé par les ténors du mouvement des Arts & Crafts, ce principe témoigne d'une volonté de créer une école tournée vers la modernité. Avant son arrivée à Strasbourg, Seder s'était en outre déjà fait connaître par la publication d'ouvrages d'ornementation comme Allégories et emblèmes (Allegorien und Embleme, 1882) et Les Plantes dans leurs applications à l’art et à l’industrie (Die Pflanze in Kunst und Gewerbe, 1887). Les idées de Seder se retrouvent dans les principes de l'enseignement de l'École des arts décoratifs et dans l'organisation de la scolarité. L'étude de la nature est au centre de la formation, car pour Seder « seul celui qui a été formé sur la base de l'étude de la nature serait capable de s'adapter aux changements d'orientation artistique et aux changements des goûts de son époque. »
L'École accueille les élèves à partir de 14 ans, ce qui dénote la volonté de dispenser une formation du niveau du secondaire pour l'artisanat d'art. Les études durent quatre ans et la formation est organisée de la façon suivante. Les deux premières années sont consacrées à l’étude de la nature. Les élèves réalisent des exercices d’apprentissage de dessin, d’abord à partir de moulages puis en travaillant d’après nature. Par la suite, on leur demande de reproduire des plantes et de les arranger de manière décorative. La troisième année doit amener l’élève à utiliser les formes de la nature dans le métier manuel vers lequel il s’oriente. La quatrième année voit l’introduction du travail pratique en atelier, dans une des quatre spécialités enseignées à l’École :
- céramique, par Herborth ;
- menuiserie et ébénisterie, par Rapp ;
- serrurerie et ferronnerie d’art, par Schäfer ;
- ciselure et orfèvrerie d’art, par Oberlé.

Le travail en atelier est donc quelque peu en retrait par rapport au dessin et au modelage dont la place demeure prépondérante dans l'enseignement dispensé à l'École : en effet, seule la quatrième année de la scolarité est consacrée à la pratique d'un métier. Durant les trois années précédentes, on ne souhaite pas que l'élève se spécialise dans un domaine particulier, aussi lui fait-on réaliser des panneaux décoratifs selon différentes techniques.
Les enseignements dispensés par l’École sont au nombre de neuf, et assurés par les professeurs suivants :
- formation générale, par Höpfner et Erdmann ;
- peinture décorative simple et stylisation d’après nature, par Höpfner et Georges Daubner ;
- cours pour peintres-décorateurs (avec l’ajout en 1911 de cours pour peintres de théâtre et en 1912 de cours pour lithographes et peintres sur verre), par Georges Daubner, Jordan, Trunk, Erdmann, Auguste Cammissar ;
- cours de composition, par Seder ;
- section pour dames, par Émile Schneider, Seder, Georges Daubner ;
- dessin géométrique, architectonique, perspective et arts décoratifs, par Erdmann et Trunk ;
- modelage ornemental par Wetzel ;
- modelage figuratif par Muschweck ;
- dessin figuratif par Jordan et Trunk.

Jusqu’en 1905-1906, il existe en outre un cours d’histoire de l’art et des styles assuré par Friedrich Leitschuh et Malsch, un cours de préparation pour les candidats au professorat de dessin pris en charge par Trunk, Georges Daubner et Jordan, ainsi que des cours de perfectionnement pour l’allemand, le commerce, les mathématiques, la comptabilité, assurés par Ganière.
L'École dispense un enseignement assez généraliste : telle qu'elle apparaît dans ses programmes, il s'agit plutôt d'un centre de formation en arts que d'une école d'arts décoratifs à proprement parler. Même si la finalité est censée être la formation d'artisans d'art, sous la direction d'Anton Seder, l'École aura finalement formé davantage de peintres que d'artisans d'art.
L'École comporte indéniablement des aspects novateurs, aussi bien dans sa pédagogie et dans l'organisation des enseignements que par l'équipe chargée de mettre ces principes en application. On a déjà parlé de l'abandon de l'étude des styles anciens et de l'introduction des ateliers au sein de l'École : « en faisant entrer l'atelier à l'école, Seder concrétisait dans l'enseignement la volonté d'abolir la distance entre art et artisanat, entre théorie et pratique, entre artiste et ouvrier. Dès le stade de la formation, la revendication de la fusion de l'art et de l'utile que portait le mouvement de l'Art nouveau était mise en œuvre. » L'École de Strasbourg présente des caractéristiques communes avec les écoles européennes alors à l'avant-garde en matière d'arts décoratifs. Comme dans ces écoles, à Strasbourg l'Art nouveau a un statut légitime dans les programmes et les modèles proposés aux élèves, les études d'après nature sont encouragées. La direction est assurée par une personnalité appartenant au mouvement de l'Art nouveau, Anton Seder, les enseignements sont assurés par des professeurs jeunes (à titre d’exemples, Auguste Cammissar est engagé à 23 ans, Daubner à 27 ans, Erdmann à 30 ans, Herborth à 28 ans, Émile Schneider à 32 ans) ayant également expérimenté des formes d'expression nouvelles dans les arts décoratifs.
Mais replacer l'École des arts décoratifs de Strasbourg dans un contexte européen doit vite amener à en relativiser l'aspect novateur. En dépit du retard dont on accuse la France pour l'enseignement des arts décoratifs, dès les années 1870 Horace Lecoq de Boisbaudran avait commencé à introduire le travail en atelier à la Petite École — certes de façon limitée et en conservant toujours une visée généraliste. Plus significatif, le principe du travail en atelier tel qu'il est pratiqué à l'École des arts décoratifs de Strasbourg se retrouve dès les années 1880 dans les écoles professionnelles de la Ville de Paris. Les nouveautés issues du programme d'Anton Seder tel qu'il a été appliqué à l'École des arts décoratifs de Strasbourg, si elles sont indéniables dans un premier temps, se retrouveront rapidement dépassées par d'autres écoles qui n'ont pas hésité à aller plus loin dans la modernité, comme l’École de Weimar sous la direction d’Henry Van de Velde, qui deviendra le Bauhaus. Alors que l'Art nouveau évoluait vers la simplification et l'abstraction, les modèles en vigueur à l'École demeuraient les mêmes et tendaient de plus en plus à devenir dépassés. Le principal problème d'Anton Seder a été de vouloir instaurer une méthode moderne tout en refusant la sécession. Avec à sa tête un directeur condamnant la modernité, l'École était bridée dans son évolution.

### L’École durant la guerre (1915-1918)
L’École des arts décoratifs de Strasbourg a dû faire face aux critiques dès 1907. Le principal argument des artisans de la région, tel le ferronnier Zschock, était la difficulté qu’avaient les élèves à trouver du travail à la sortie de l’École, preuve du caractère trop peu professionnel de la formation. Les artistes locaux, autour de la Maison d’art alsacienne et du cercle Saint-Léonard, par la voix de Gustave Stoskopf, ont critiqué l’École parce qu’elle était une institution allemande. Tous s’accordaient au surplus pour remettre en cause le style que le directeur, Anton Seder, avait introduit à l’École. La volonté de réformer l’École des arts décoratifs de Strasbourg est mise en sommeil par la guerre, et n’aboutira qu’avec la nomination de François-Rupert Carabin au poste de directeur.
Anton Seder prend sa retraite en 1915 pour être remplacé par le professeur Wetzel. Si durant la guerre quelques candidatures pour le poste de directeur sont déposées, aucune n’a de suite. L’École entre dans une sorte de léthargie dont elle ne sort qu’en 1918, date à laquelle les problèmes liés aux projets de réforme de l’École se posent avec une acuité d’autant plus forte que la donne a considérablement changé depuis 1914. L’Alsace est de nouveau française, la réforme de l’École est également discutée en termes d’alignement sur le système français. Sur ce point, l’École des arts décoratifs n’est qu’un exemple parmi d’autres institutions strasbourgeoises où le retour à la France signifie également le retour aux modèles français.

### Le retour à la France: les premières réformes (1918-1920)
Émile Schneider, peintre et enseignant de la section pour dames, est directeur de l'école municipale redevenue française de 1918 à 1920.
Des enseignants allemands expulsés (comme Wetzel) quittent l'Alsace et l'école[réf. souhaitée].

### L’occupation allemande (1940-1944)
D'une façon générale, l’occupation allemande a apporté de profondes modifications. Le système français d’enseignement technique a été transformé et intégré dans le système d’enseignement allemand, Cette transformation a amené la suppression quasi totale des écoles pratiques, comme contraire à l’idéologie de l’occupant. On voulait, en effet, ramener toute la formation professionnelle entre les mains des patrons, dont la compétence était surveillée de très près par leurs organisations professionnelles. Ne subsistaient en somme que les écoles de perfectionnement et cela dans leur forme d’avant-guerre. Cependant, le régime administratif de ces écoles avait été modifié également en ce sens que les conventions conclues avec l’État avant la guerre de 1914-1918 étaient considérées comme nulles, et que la législation allemande avait été introduite de facto. L’École municipale des Arts Décoratifs a donc été étatisée et formait exclusivement des maîtres pour les métiers d’art. D’ailleurs elle portait le nom de Meisterschule. Quant aux locaux il n’y avait pas de changements importants. Les écoles sont restées dans les bâtiments où elles étaient avant 1939.

### De la Libération au31 décembre 1945
Les services municipaux ont été obligés de regrouper les établissements d'enseignements qui avaient été scindés par l’occupant et de réinstaller les locaux, pour permettre l’enseignement suivant les programmes de l’Administration française. Les établissements municipaux qui avaient été étatisés par l’occupant sont revenus à la Ville et ont repris leur régime d’avant guerre. C'est dans ce cadre que l’École des arts décoratifs a été reprise par la Ville et continue depuis lors à exister comme établissement l’enseignement purement municipal. Cette période a correspondu à l'apparition en France de la distinction entre l'enseignement technique et la formation professionnelle, qui n'est que l’aboutissement d’une évolution qui a commencé bien avant la guerre et qui a souvent dressé les uns contre les autres les représentants des métiers et les représentants de l’enseignement ; cette évolution a laissé des traces profondes, que l'on perçoit encore aujourd'hui, à l'École supérieure des arts décoratifs de Strasbourg.[réf. nécessaire]

### La période 1945-1955
L’École municipale des arts décoratifs est, outre le conservatoire de musique, le seul établissement purement municipal qui subsiste à Strasbourg. Durant l’année 1946 des négociations avaient été engagées avec l’État en vue de transformer cet établissement en un Centre d’apprentissage des arts appliqués, mais la structure de ce nouvel établissement ne pouvait s’adapter que très difficilement à la mission qui est confiée depuis sa création à l’École des arts décoratifs. C’est pour cette raison que le conseil municipal a décidé de la maintenir en régie municipale. Le régime intérieur de l’École a été profondément remanié et modernisé, en vue d’adapter l’enseignement aux nécessités pratiques professionnelles. C’est ainsi que l’accent a été mis sur l’enseignement des techniques professionnelles ; la partie théorique professionnelle a été amplifiée également. Les sections, pour lesquelles existe un examen de compagnon, préparent à cet examen. Les autres sections préparent seulement au diplôme de l’école. Depuis 1950 a été institué un certificat d’aptitudes professionnelles-publicité pour les élèves des arts graphiques. De cette façon l’École conduit ses élèves à des examens connus et reconnus partout, ce qui les intègre automatiquement dans la hiérarchie professionnelle. L’aménagement intérieur de l’École a été considérablement amélioré. La Ville a investi des fonds importants pour compléter et moderniser les installations d’enseignement pratique. La section de menuiserie a été installée nouvellement et pourvue de machines modernes. Certaines machines de la section de ferronnerie ont également été renouvelées. L’École est en plein essor et la ville de Strasbourg s’efforce d’obtenir que l’École soit prise en charge par l’État en vue de son adaptation à l’un ou l’autre régime scolaire existant dans les autres départements. Renouant une tradition d’avant-guerre, la Ville a repris dès 1946 l’organisation de nombreux cours professionnels du soir, et notamment les cours artistiques du soir, annexés à l’École municipale des Arts Décoratifs. Ces cours artistiques de l’École des Arts Décoratifs ont plutôt le caractère de cours d’initiation et de perfectionnement pour des personnes qui veulent apprendre à dessiner, à peindre, à sculpter. Ces cours sont donc surtout fréquentés par des amateurs ne recherchant pas une formation complète en vue d’exercer professionnellement la spécialité qu’ils étudient.

## Structure et organisation actuelle
L'École supérieure des arts décoratifs de Strasbourg est composée de trois options : art, communication et design. Chaque option est divisée en plusieurs groupes ou ateliers. En première année, l'étudiant n'est dans aucune de ces quatre options, c'est une année dite propédeutique, où un éventail de disciplines correspondant à divers ateliers constituent un tronc commun.
L'école délivre le diplôme national d'arts plastiques (DNAP) en 3e année et le diplôme national supérieur d'expression plastique (DNSEP) en 5e année.

### Option art
L'option se veut orientée autour des problématiques de l'art dans une large acception du terme, incluant donc en particulier l'art contemporain. Elle se veut ouverte à toutes les techniques et toutes les formes d'expression plastiques possibles et imaginables. Les étudiants y travaillent de façon relativement autonome.
L'option est constituée de deux pôles. Chacun d'eux est divisé en groupes dirigé par un à trois enseignants qui définissent le fonctionnement de groupe qu'ils veulent adopter.

#### Pôle 1
Le pôle 1 est divisé en six groupes. Chaque groupe se veut ouvert à toutes les techniques, toutefois, de facto, chaque groupe a une tendance qui lui est propre.
- Le groupe L'atelier est un groupe où les étudiants développent une pratique d'atelier, principalement de peinture, sans obligation toutefois.
- Le groupe La fabrique.
- Le groupe Hors formats cherche à développer un esprit de groupe par des expériences communes, et porte un intérêt particulier à l'aspect conceptuel de l'art. Les étudiants y font principalement, de la vidéo, des installations des performances et du son. Le groupe porte également un intérêt particulier aux nouveaux médias tels que le web.
- Le groupe No name.
- Le groupe Phonon se veut intéressé par la technique du son dans l'art, et collabore avec le groupe « Hors formats ».
- Le groupe Storytellers cherche et expérimente des nouvelles formes de narration dans le domaine audiovisuel.

#### Pôle 2
Le pôle 2, qui constituait jusqu'en 2009-2010 l'option objet, est divisé en sept ateliers, chacun d'eux étant axé autour d'un médium particulier. Il s'axe autour de la pratique de l'objet d'art — la plupart du temps en exemplaires limités — en y intégrant les techniques artisanales.
- Bois.
- Bijoux.
- Céramique.
- Livre (Livre-objet, Livre d'artiste, reliure…)
- Matériaux souples (Dont textile).
- Métal.
- Verre.

### Option communication
L'option communication de l'École des arts décoratifs de Strasbourg est principalement axée sur les arts graphiques en attachant un intérêt particulier à l'aspect communicatif, c'est-à-dire à la réception du public. L'option est constituée de trois ateliers.
- L'atelier de communication graphique se porte sur les pratiques du graphisme pur, de la mise en pages, de la typographie… dans un livre, un magazine, un logo, une affiche, un site web…
- L'atelier de didactique visuelle mixe les pratiques du graphisme et de l'illustration pour s'intéresser principalement aux enjeux didactiques de la communication visuelle. Il forme à la maîtrise du design d'information, du documentaire, des outils pédagogiques…
- L'atelier illustration, le plus réputé de l'école, est l'atelier de l'apprentissage des techniques de l'image illustrative (accompagnant un référent textuel la plupart du temps) et de la bande dessinée. L'enseignement est autant, voire plus axé sur la réception (lisibilité, clarté…) que sur les techniques de dessin.

Chloé Mazlo, diplômée de l'atelier de communication graphique en 2007, a été récompensée du César du meilleur court métrage d'animation pour Les Petits Cailloux et a été sélectionnée à la Semaine de la critique 2020 pour son premier long métrage Sous le ciel d'Alice.

### L'option design
L'option est divisée en deux ateliers :
- l'atelier de design d'objet
- l'atelier de scénographie, anciennement partie de l'option communication, est l'atelier de pratique de la mise en espace scénique. Décor de théâtre, cinéma, performance, muséographie…

## L'atelier d'illustration
L'atelier d'illustration, créé par Claude Lapointe en 1972, dirigé de 2005 jusqu'à 2018 par Guillaume Dégé, à partir de 2019 par Yvan Alagbé, comprend une équipe pédagogique pluridisciplinaire et héberge un laboratoire de recherche sur l'illustration : « De Traits et d'esprit ».
Cet atelier s'est fait une réputation à partir de la Mostra degli Illustratori di Libri per Ragazzi ou de la Foire du livre de jeunesse de Bologne en Italie. Strasbourg est la ville natale de Gustave Doré et de Tomi Ungerer, entré en 1953 et renvoyé en 1954 des Arts décos de Strasbourg.
De nombreux illustrateurs et auteurs de bande dessinées sont issus de cet atelier.

## Direction
Depuis 2023, le directeur général de l'école est Stéphane Sauzedde.
La Haute école des arts du Rhin était dirigée depuis sa création en janvier 2011 par David Cascaro, précédemment directeur de l'École supérieure d'art de Mulhouse.
De janvier 2008 à juillet 2012, Otto Teichert, ancien directeur des Beaux-Arts de Marseille, et précédemment de Mulhouse, fut le dernier directeur de l'École supérieure des arts décoratifs.
Il succède à Katia Baudin-Reneau qui en février 2007 annonce sa démission. Celle-ci a quitté ses fonctions de directrice de l’École supérieure des arts décoratifs de la Ville de Strasbourg le 10 septembre 2007.
Katia Baudin-Reneau succédait à Jean-Pierre Greff, ultérieurement directeur de la Haute École d'art et de design Genève, directeur de 1993 à 2003. Avant lui, Jean-Marie Krauth et le sculpteur François Cacheux ont dirigé l'école. Émile Schneider fut directeur de 1918 à 1920.

## Personnalités liées à l'école
- Auguste Herbst (1878-1951), dessinateur, aquarelliste et coloriste de l'École de Nancy.
- Dorette Muller (1894-1975), artiste peintre et affichiste, élève de 1911 à 1914.
- Alice Bommer (1923-2004), photographe, crée en 1957 un atelier photographie qu'elle anime jusqu'en 1988.
- Yann Wehrling (né en 1971), personnalité politique, illustrateur, diplômé de l'atelier d'illustration.
- Boulet (né en 1975), auteur de bande dessinée.
- Lisa Mandel (née en 1977), autrice de bande dessinée.
- Swann Arlaud (né en 1981), acteur français.
- Tiffany Cooper (née en 1985), illustratrice, autrice de bande dessinée.
- Parmi les anciens élèves notables : René Allenbach, Bruno Altmayer, Jean Arp, Charles Bastian, Auguste Cammissar, Léon Elchinger (fondateur des Céramiques Elchinger), Louis-Philippe Kamm, Georges Daniel Krebs, Claire Lindner[19], Henri Loux, Georges Ritleng, John Howe, Émile Schneider, Léo Schnug, les ferronniers Otto et Adolf von Zschock.
- Tomi Ungerer (1931-2019). Tomi Ungerer commence sa carrière publicitaire à partir de 1954. Il suit des cours à l'Ecole des arts décoratifs et en même temps travaille comme étalagiste et dessinateur publicitaire pour des entreprises locales. En 1955, il obtient son certificat de